# Aureliano Valadão Furquim
Aureliano Valadão Furquim (Cravinhos, 1901 - 1987) foi um político brasileiro, ex-prefeito e vereador do município de Araçatuba. Formado em direito na Faculdade do Largo São Francisco, na USP, chegou em Araçatuba em 1926, onde foi prefeito por duas vezes (1938 a 1941 e 1952 a 1955) e vereador de 1956 a 1960.

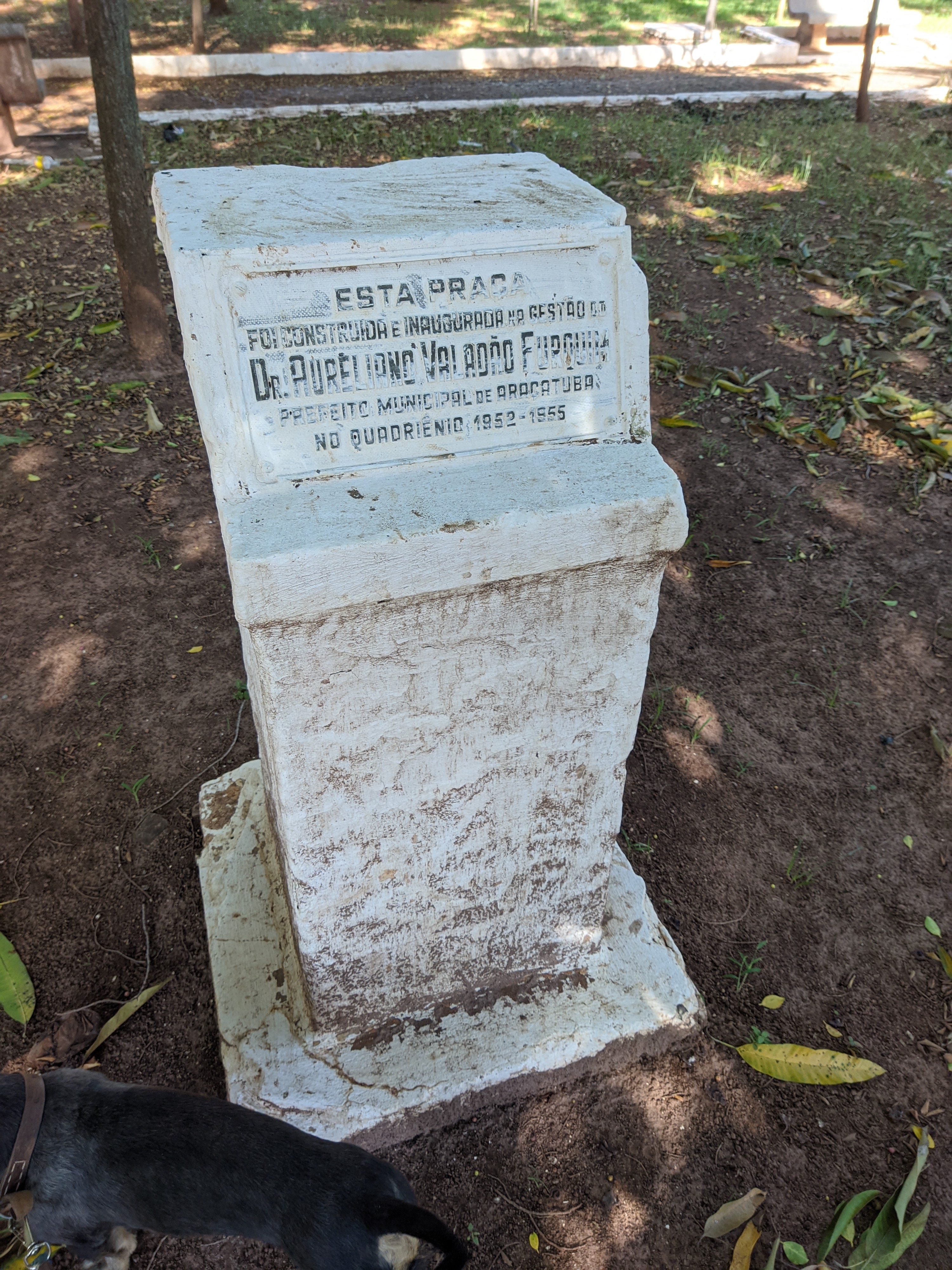
Placa referente a Praça Diogo Jr. uma das praças inaugurada em sua gestão

Atuou na Revolução Constitucionalista de 1932 e o ponto chave de seus mandatos na cidade foi trazer o asfaltamento em 1938, inspirado na Avenida Brigadeiro Luís Antônio, pois somente a capital paulista tinha asfalto na época. Responsável também pela primeira biblioteca de Araçatuba localizada próxima a Praça Rui Barbosa. Inaugurou diversos itens em Araçatuba durante seu mandato como o estádio Adhemar de Barros, a Faculdade de Odontologia e o Instituto Educacional Manoel Bento da Cruz, além de várias praças. Administrou o primeiro cartório de Araçatuba até seu falecimento.
Por trazer o asfalto para Araçatuba e transformar a antiga Feira do Boi Gordo numa festa popular, até então popular entre pecuaristas, fez a cidade de Araçatuba denominar-se Cidade do Asfalto e Cidade do Boi Gordo.